# ГЕС Адана Доганчай
ГЕС Адана Доганчай – гідроелектростанція на півдні Туреччини, яка використовує ресурс із річки Доганчай, правої притоки Сейхан (протікає через Адану та впадає до Середземного моря).
В межах проекту Доганчай перекрили бетонною греблею висотою 30 метрів та довжиною 40 метрів. Вона спрямовує ресурс у прокладений під водорозділом з долиною Сейхан дериваційний тунель довжиною 6,9 км з діаметром 3,5 метра. На завершенні тунель сполучений з напірною шахтою висотою 273 метри, котра продовжується напірним водоводом довжиною біля 0,5 км з діаметром 2,3 метра. В системі також працює запобіжний балансувальний резервуар із верхньої камери висотою 12 метрів з діаметром 22 метри та з'єднувальної шахти висотою 79 метрів з діаметром 4 метри.
Підземний машинний зал, доступ персоналу до якого здійснюється через короткий тунель довжиною 70 метрів,облаштували в гірському масиві навпроти аналогічної споруди ГЕС Кавшак-Бенді (входить до складу каскаду на Сейхані). Основне обладнання станції складається з двох турбін типу Френсіс потужністю по 31 МВт, які при напорі у 324 метри повинні забезпечувати виробництво 169 млн кВт-год електроенергії на рік. 
Видача продукції відбувається по ЛЕП, розрахованій на роботу під напругою 154 кВ.